# Boyz n the Hood
Boyz n the Hood (titulada: Los dueños de la calle en Hispanoamérica y Los chicos del barrio en España) es una película estadounidense de 1991 dirigida por John Singleton y protagonizada por Cuba Gooding Jr., Ice Cube, Morris Chestnut, Laurence Fishburne, Nia Long, Regina King y Angela Bassett. La trama sigue a Tre Styles (Gooding Jr.), quien es enviado a vivir con su padre Furious Styles (Fishburne) al Centro-Sur de Los Ángeles, rodeados por la emergente cultura pandillera del vecindario.
Singleton inicialmente desarrolló la película como un requerimiento para aplicar a una escuela de cine en 1987 y vendió el libreto a Columbia Pictures tras graduarse en 1990. Mientras escribía, sacó inspiración de su propia vida y de las personas que él conoció e insistió en dirigir el proyecto. La fotografía empezó en septiembre de 1990 y fue filmada desde octubre a noviembre de 1990. La película es notable por ser filmada en secuencia e incluye actuaciones resaltantes de Ice Cube, Gooding Jr. y Nia Long.
Boyz n the Hood se estrenó en Los Ángeles el 2 de julio de 1991, y fue lanzada en los cines de Estados Unidos diez días después. La película se volvió un éxito tanto crítico como comercial, aplaudido por su peso emocional, actuación y libreto. Recaudó $57.5 millones de dólares en Norteamérica, y obtuvo dos nominaciones en los Premios Óscar, a Mejor director y Mejor guion original, haciendo de Singleton tanto la persona más joven como el primer afroamericano en ser nominado a un Óscar como Mejor director.

## Argumento

### 1984
Tre Styles (Desi Arnez Hines II), un niño de 10 años de edad, vive con su madre soltera, Reva Styles (Angela Bassett), en Inglewood, California, cerca del Aeropuerto Internacional de Los Ángeles. Después de que Tre tenga una pelea en la escuela, su profesor le informa a Reva de que Tre es altamente inteligente pero tiene un temperamento volátil y no tiene respeto por la autoridad. Preocupada por el futuro de Tre, Reva lo envía a vivir a Crenshaw, California, con su padre, Jason "Furious" Styles (Laurence Fishburne), de quien espera que Tre aprenda lecciones de vida importantes y pueda madurar, pero le asegura que se le permitirá regresar algún día.
Tre pronto se reúne con sus amigos, Darrin "Doughboy" Baker (Baha Jackson), Ricky Baker (Donovan McCrary), medio hermano de Darrin por parte de madre, y Chris (Kenneth A. Brown). Furious inmediatamente lleva a Tre a barrer las hojas en el jardín de la casa, informándole sobre el trabajo y la responsabilidad. Esa noche, Tre escucha a su padre disparar a un ladrón. Ellos esperan a la policía, con dos oficiales llegando una hora después. El oficial caucásico es civil y profesional, mientras que el oficial moreno es hostil y muestra un rencor hacia otros de su raza.
Al día siguiente, Tre, Ricky, Doughboy y Chris van por un vecindario cercano donde Chris conoce la ubicación de un cadáver. Mientras están ahí, un grupo de adolescentes confrontan a los chicos por el descubrimiento del cadáver. Uno de estos empieza a molestar a Ricky y le roba su balón. Doughboy intenta recuperarla, pero es golpeado y pateado. Mientras los adolescentes se van, uno de ellos le devuelve a Ricky su balón. Más tarde ese día, Furious va a pescar con Tre, hablándole de su experiencia militar en la guerra de Vietnam. Le aconseja a Tre nunca unirse al Ejército, argumentando que un hombre negro no tiene lugar ahí. Mientras Tre y Furious regresan a casa, ambos ven a Doughboy y Chris siendo arrestados por un robo.

### 1991
En una parrillada, un adulto Doughboy (Ice Cube), que ahora forma parte de la pandilla de los Crips, está celebrando su liberación de la cárcel, junto con gran parte de sus amigos, incluyendo a Chris (Redge Green), quien ahora está paralizado y utiliza una silla de ruedas como resultado de un tiroteo, y sus nuevos amigos Dooky (Dedrick G. Gobert) y Monster (Baldwin C. Skyes). Ricky (Morris Chestnut), quien ahora es un corredor estrella en la Crenshaw High School, vive con su madre soltera Brenda (Tyra Ferrell), su novia Shanice (Alysia Rogers), y su hijo infante, Tre (Cuba Gooding Jr.), se ha vuelto un adolescente responsable y maduro, quien trabaja en una tienda de ropa en un centro comercial y aspira a estudiar en una universidad junto a su novia, Brandi (Nia Long). Su relación con ella se tensa por el deseo de Tre de tener sexo, mientras que Brandi, una católica devota, desea esperar hasta el matrimonio.
Ricky aspira a ganar una beca escolar de la Universidad de California del Sur. Durante una visita de un reclutador, se entera de que su puntaje debe ser al menos de 700 puntos en la prueba de aptitud para calificar. Ricky y Tre toman la prueba juntos, y ambos visitan a Furious en el trabajo. Furious los lleva a Compton para hablar sobre los peligros de disminuir los valores de la propiedad en la comunidad afroamericana.
Esa noche, durante una reunión de una carrera callejera, Ricky es groseramente empujado por un pandillero de los Bloods cuando este último caminaba por la calle en frente de su auto. Esto termina en un argumento que resulta en Doughboy exhibiendo una pistola.
Momentos después, el pandillero dispara con un subfusil en el aire desde su auto, provocando que todos los presentes huyan. Tre se va con Ricky y hace notar su deseo de abandonar Los Ángeles, pero ambos son detenidos por la policía. El oficial que los detiene es el mismo que respondió la llamada de asalto por Furious hace siete años. Él intimida y amenaza a Tre con su pistola. Tre visita la casa de Brandi y quiebra en llanto. Después de que ella lo consuele, ellos tienen sexo por primera vez.
Al día siguiente, Ricky y Doughboy tienen una pelea y Brenda aparece a detenerlos, le da una bofetada a Doughboy y defiende a Ricky. Mientras Ricky y Tre van a comprar a una tienda, ven a los Bloods de la noche anterior por el vecindario y en un intento de evadirlos, ambos huyen por callejones y Ricky sugiere que se separen. Mientras Tre se aleja de Ricky, el auto de la pandilla aparece por el camino de Ricky. Ricky huye, pero uno de los pandilleros le dispara dos veces con una escopeta de dos cañones y lo mata.
Doughboy, Chris, Dooky y Monster sienten problemas, pero encuentran a Tre muy tarde. Devastados e indefensos, los cinco llevan el cadáver de Ricky a casa. Cuando Brenda y Shanice ven el cadáver de Ricky, ellas quiebran en llanto y culpan a Doughboy, quien infructuosamente intenta consolarlas y explicarles la verdad, y Brenda lo golpea porque piensa que es el responsable de la muerte de su hermano. Esa noche, una horrorizada Brenda lee los resultados de la prueba de aptitud de Ricky, descubriendo que sacó 710 puntos, más que suficiente para calificar para la beca.
Los chicos juran venganza contra los asaltantes de Ricky. Furious encuentra a Tre preparándose para tomar su .357 Magnum, pero lo convence para que abandone sus planes de venganza. Tre se escapa de todas formas para unirse a Doughboy, Dooky y Monster. Esa noche, mientras los cuatro chicos buscan en el área a los asaltantes de Ricky, Tre pide que lo dejen irse y vuelve a casa, reconociendo que su padre tenía razón al evitar que él cayera en un ciclo interminable de violencia.
Cuando Tre llega a casa, Furious espera por él, pero ambos se van a sus habitaciones sin decir ni una sola palabra. Doughboy, Dooky y Monster encuentran a los tres perpetradores en el estacionamiento de un restaurante de comida rápida. Sintiendo su presencia, el trío huye a pie, solo para que Monster les dispare con su AK-47, matando a los dos e hiriendo a su líder, Ferris. Doughboy sale de su auto y confronta a Ferris. Después de que Ferris niegue haber baleado a Ricky, además de insultar a Doughboy, este último le dispara dos veces, asesinándolo.
Al día siguiente, Doughboy visita a Tre y comprende sus razones para haberlo abandonado. Doughboy sabe que él pronto enfrentará retribución por el asesinato que él cometió anoche y acepta las consecuencias de su vida agobiada por el crimen. Él lastimeramente cuestiona por qué a Estados Unidos no le importa la vida en el gueto, y tristemente nota que ya no tiene familia tras la muerte de Ricky y el repudio de Brenda. Tre lo abraza y le dice a Doughboy que tiene un hermano en él.
El epílogo revela que Doughboy asistió al entierro de Ricky al día siguiente y fue asesinado dos semanas después. Tre y Brandi, por su parte, fueron a estudiar a la universidad Morehouse y Spelman, respectivamente.

## Reparto
- Cuba Gooding Jr. como Tre Styles 
  - Desi Arnez Hines II como Tre (10 años)
- Angela Bassett como Reva Styles
- Laurence Fishburne como Furious Styles
- Ice Cube como Darrin "Doughboy" Baker 
  - Baha Jackson como Doughboy (10 años)
- Morris Chestnut como Ricky Baker 
  - Donovan McCrary como Ricky (10 años)
- Redge Green como Chris 
  - Kenneth A. Brown como Chris (10 años)
- Nia Long como Brandi 
  - Nicole Brown como Brandi (10 años)
- Alysia Rogers como Shanice
- Regina King como Shalika
- Tyra Ferrell como Brenda Baker
- Whitman Mayo como el Anciano
- John Singleton como el cartero
- Dedrick G. Gobert como Dooky
- Baldwin C. Sykes como Monster
- Tracey Lewis-Sinclair como Shaniqua
- Alysia Rogers como Shanice
- Lexie Bigham como Mad Dog
- Raymond Turner como Ferris
- Lloyd Avery II como el pistolero de Ferris (Knucklehead #2)
- Jessie Lawrence Ferguson como el Oficial Coffey

## Producción
Singleton escribió la película basándose en su propia vida y en la gente que conoció. Cuando aplicaba para una escuela de cine, una de las preguntas del formulario de aplicación era describir "tres ideas para películas". Una de sus ideas que Singleton compuso fue titulada Summer of 84, la cual posteriormente evolucionó en Boyz n the Hood. Mientras escribía, Singleton fue influenciado por la película Stand by Me, de 1986, la cual inspiró una escena temprana donde cuatro niños viajan para ver un cadáver, y el desvanecimiento del personaje principal Doughboy.
Tras finalizarlo, Singleton protegía su libreto, insistiendo en que él debía ser quien dirigiera el proyecto, posteriormente explicando en una retrospectiva presentación de la película: "Yo no iba a aceptar a alguien de Idaho o Encino dirigiendo esta película". Vendió el libreto a Columbia Pictures en 1990, quienes aprobaron la película inmediatamente por interés en hacer un proyecto similar a la comedia dramática Do the Right Thing (1989), de Spike Lee
El papel de Doughboy fue específicamente escrito para Ice Cube, a quien Singleton conoció mientras trabajaba como un pasante en The Arsenio Hall Show. Singleton también notó que el estudio no era consciente de que Ice Cube era un integrante del grupo de rap N.W.A. Singleton dice que Cuba Gooding Jr. y Morris Chestnut formaron parte del reparto porque fueron los primeros en presentarse a las audiciones, mientras Fishburne se unió al reparto después de que Singleton lo conociera en el set de Pee-Wee's Playhouse, donde Singleton trabajaba como un asistente de producción y un guardia de seguridad.
Por su parte, la actriz Nia Long fue criada en el área que la película retrata y expresó: "Era importante para una actriz joven como yo que esto se sintiera real, por que yo sabía cómo era volver a casa de la escuela y escuchar disparos en la noche". Angela Bassett se refería al director como su "pequeño hermano" en el set. En una entrevista, Bassett dijo: "Había estado en Los Ángeles cerca de tres años y estaba intentando hacer películas. (...) Hablamos, me presenté a las audiciones y él me dio una oportunidad. He querido trabajar con él desde entonces".
La película fue filmada de manera secuencial, con Singleton posteriormente notando que, mientras la película va avanzando, el trabajo de cámara mejora, ya que él iba encontrando su posición como director. El director tiene un cameo en la película, apareciendo como un cartero entregándole el correo a Brenda mientras Doughboy y Ricky tienen una pelea en el jardín de la casa.

## Recepción y legado

### Respuesta de la crítica
En el sitio web Rotten Tomatoes la película posee un índice de aprobación de 96% sobre la base de 69 reseñas, con un puntaje promedio de 8.4/10. El consenso crítico del sitio dice: "Bien actuada y rica temáticamente, Boyz N the Hood observa a la Estados Unidos urbana con mucha más profundidad y compasión que muchas de las películas parecidas que su éxito inspiró". En Metacritic, la película recibió un puntaje promedio de 76 sobre 100 basándose en 20 reseñas, lo que indica "reseñas generalmente favorables".

### Impacto cultural
Boyz n the Hood fue una película que sirvió de importante vitrina, ya que dio el puntapié inicial a las carreras de Cuba Gooding Jr. y Nia Long como actores, quienes eran relativamente desconocidos antes de la misma, además de que Regina King y Morris Chestnut se hicieron a conocer para el cine de Hollywood en esta cinta, ya que fue su primer largometraje. También inició la carrera de Ice Cube como actor de Hollywood, y fue la película en la que Angela Bassett tuvo su primer papel importante en la pantalla grande.